# 전남 드래곤즈 1997 시즌
전남 드래곤즈 1997 시즌은 전남 드래곤즈가 K리그에 참가한 3번째 시즌이다. 지난 시즌 중간에 부임한 허정무 감독이 그대로 감독을 맡았다. 팀은 FA컵 우승을 차지했으며, 정규리그에서는 승점 36점(10승 6무 2패)으로 부산 대우 로얄즈에 1점 뒤진 2위를 기록하여 아시안컵 위너스컵 1998-99 시즌 진출권을 획득했다.
한편, 쓸만한 타깃형 스트라이커 부재를 해결하기 위해 1997년 5월 9일 안양 LG에서 스카첸코를 영입했으나  돌출행동 때문에 이 해를 끝으로 한국을 떠났으며 스카첸코는 전남 시절 당시 코치였던 정해성 전 부천 SK 감독의 부름을 받아 2004년 5월 부천 SK 입단 테스트를 받았지만 불합격했다.

## 선수단
| GK     | DF     | MF     | FW       |
| ------ | ------ | ------ | -------- |
| 페트로 | 김정혁 | 김인완 | 황인성   |
| 박종문 | 양동연 | 바하   | 노상래   |
|        | 김현수 | 끌레오 | 김기선   |
|        | 마시엘 | 김태엽 | 스카첸코 |
|        | 김해국 | 김도근 | 임재선   |
|        | 주홍렬 |        |          |
|        | 엄영식 |        |          |
|        | 주용선 |        |          |

## 같이 보기
- 전남 드래곤즈 2003 시즌

1. ↑  이영호 (2004년 5월 24일). “용병스타 스카첸코 K리그 7년만에 노크”. 스포츠한국(스포츠투데이). 2024년 10월 3일에 확인함.
2. ↑  이영호 (2004년 5월 24일). “용병스타 스카첸코 K리그 7년만에 노크”. 스포츠한국(스포츠투데이). 2024년 10월 3일에 확인함.